# Cantó de Crapona
El cantó de Crapona és un cantó francès del departament de l'Alt Loira, situat al districte de Lo Puèi de Velai. Té 8 municipis i el cap és Crapona.

## Municipis
- Beaune-sur-Arzon
- Chomelix
- Crapona
- Jullianges
- Saint-Georges-Lagricol
- Saint-Jean-d'Aubrigoux
- Saint-Julien-d'Ance
- Saint-Victor-sur-Arlanc

## Història
| Data d'elecció                           | Identitat           | Partit                     | Qualitat |
| ---------------------------------------- | ------------------- | -------------------------- | -------- |
| 1964-1970                                | M. Julien-Pagès     | Divers gauche              |          |
| 1970-1988                                | Jean-Michel Chapuis | RI, després UDF            |          |
| 1988-1994                                | Georges Bellut      | Divers gauche, després UDF |          |
| 1994-2001                                | Jean Gallien        | RPR                        |          |
| 2001-                                    | Jean-Pierre Morgat  | Divers droite              |          |
| les dades anteriors no són pas conegudes |                     |                            |          |
|                                          |                     |                            |          |